# Cratere Ilia
Ilia è un cratere sulla superficie di Dione.